# Rozmnožovací buňky
Rozmnožovací buňky jsou jednobuněčné haploidní diaspory (propagule) vytvářené eukaryotními organismy. Vznikají obvykle redukčním dělením (meiózou) diploidní buňky, v případě gametofytu vznikají mitózou. (Buňky gametofytu jsou haploidní a redukční dělení u nich tudíž není možné.) 
Dělí se na rozmnožovací buňky:
- nepohlavní (spory neboli výtrusy) – vznikají meiózou buněk sporofytu. Za vhodných podmínek z výtrusu vyrůstá haploidní mnohobuněčný jedinec (gametofyt).

- pohlavní (gamety) – vznikají obvykle meiózou, u rostlin však mitózou buněk gametofytu. Splynutím dvou gamet vzniká diploidní buňka (zygota), která se obvykle vyvíjí (mitotickým dělením) v mnohobuněčného jedince (gametický životní cyklus či gametická rodozměna). U většiny druhů řas dochází k meiotickému dělení zygoty za vzniku spor (tzv. zygotický životní cyklus, či zygotická rodozměna).